# Kunitaro Yamada
Kunitaro Yamada (山田国太郎, Yamada Kunitaro) (1894-1984) foi um tenente-general do Exército Imperial Japonês que comandou as forças de ocupação japonesas no Timor português entre novembro de 1944 a 5 de setembro de 1945.
Kunitaro Yamada serviu como chefe de gabinete do Exército da Guarnição da Tailândia e adido militar à Tailândia a partir de 21 de janeiro de 1943. Ele comandou a 48.ª Divisão do Exército de 16 em Timor em novembro de 1944. Após a rendição japonesa, ele foi acusado de assassinato, mas foi absolvido.

## Registo de serviço
1934 - Coronel
1937 - Instrutor, War College
5 de outubro de 1937 - Chefe, Seção de Informações, 2.º Exército
1939 - Chefe, Seção de Administração Militar, Departamento de Administração Militar, Ministério da Guerra do Japão
1939 - Chefe, Seção de Defesa, Departamento de Administração Militar, Ministério da Guerra do Japão
1939 - Comandante do Batalhão n.º 5 Tanques
1940 - Chefe, Treino de Tanques, Escola de Oficiais
1941 - Major-general, diretor, Escola de Oficiais
1941 - Departamento de Guerra Blindada, Ministério da Guerra do Japão
1942 - Comandante, 1.º grupo de tanques
21 de janeiro de 1943 - Comandante, Brigada de 2.º Tanques
22 de novembro de 1944 - Chefe de gabinete, Exército da Guarnição da Tailândia
1945 - Tenente-general, Comandante, 48.ª Divisão, Timor